# El Dorado, Arkansas
El Dorado, Arkansas (IPA: / ɛl dəreɪdoʊ / hoặc tiếng Anh phát âm: / ɛl dəreɪdə /) là một thành phố thủ phủ quận Union trong tiểu bang Arkansas, Hoa Kỳ. Thành phố có diện tích km2, dân số theo điều tra năm 2000 của Cục điều tra dân số Hoa Kỳ là 18.884 người.
El Dorado là nơi có trụ sở của Ủy ban Dầu khí Arkansas và cũng như các tập đoàn lớn và Fortune 500 công ty như Công ty dầu khí Murphy, Công ty gỗ Deltic, và nhà máy lọc dầu Lion. Thành phố có một trường cao đẳng cộng đồng, Nam Arkansas Community College ("SouthArk"), một trung tâm nghệ thuật đa văn hóa: Trung tâm nghệ thuật Nam Arkansas (SAAC). Thành phố này là tốt nhất được biết đến như là trung tâm của sự bùng nổ dầu mỏ những năm 1920 ở Nam Arkansas, có biệt danh "Arkansas’s Original Boomtown". El. Dorado có vị trí khoảng 100 dặm (160 km) từ Little Rock.